# دانشگاه زنان دوکسانگ
دانشگاه زنان دوکسانگ (انگلیسی: Duksung Women's University) یک دانشگاه خصوصی در سئول، کره جنوبی است که در سال ۱۹۲۰ تأسیس شد.